# Tweede klasse 1970-71 (voetbal België)
Het seizoen 1970/71 van de Belgische Tweede Klasse ging van start in de zomer van 1970 en eindigde in de lente van 1971. De competitie werd gewonnen door Cercle Brugge.

## Naamswijzigingen
- KFC Malinois wijzigde zijn naam in KV Mechelen.

## Gedegradeerde teams
Deze teams waren gedegradeerd uit de Eerste Klasse voor de start van het seizoen:
- K. Beringen FC (voorlaatste plaats)
- AS Oostende KM (laatste plaats)

## Gepromoveerde teams
Deze teams promoveerden uit de Derde Klasse:
- RAA Louviéroise (kampioen in Derde Klasse A)
- AS Eupen (kampioen in Derde Klasse B)

## Promoverende teams
Deze teams promoveerden naar Eerste Klasse op het eind van het seizoen:
- Cercle Brugge (kampioen)
- KV Mechelen (vice kampioen)

## Degraderende teams
Deze teams degradeerden naar Derde Klasse op het eind van het seizoen:
- AS Oostende KM (voorlaatste plaats)
- KSV Sottegem (laatste plaats)

## Eindstand
|   |    |                              | P  | W  | G  | V  | +  | -  | DS  | Ptn |
| - | -- | ---------------------------- | -- | -- | -- | -- | -- | -- | --- | --- |
| K | 1  | Cercle Brugge                | 30 | 20 | 6  | 4  | 50 | 20 | 30  | 46  |
| P | 2  | KV Mechelen                  | 30 | 19 | 8  | 3  | 58 | 23 | 35  | 46  |
|   | 3  | KRC Mechelen                 | 30 | 18 | 7  | 5  | 54 | 29 | 25  | 43  |
|   | 4  | K. Beringen FC               | 30 | 17 | 9  | 4  | 50 | 18 | 32  | 43  |
|   | 5  | RAA Louviéroise              | 30 | 13 | 7  | 10 | 40 | 39 | 1   | 33  |
|   | 6  | K. Berchem Sport             | 30 | 12 | 7  | 11 | 32 | 26 | 6   | 31  |
|   | 7  | K. Sint-Niklase SK           | 30 | 9  | 13 | 8  | 31 | 30 | 1   | 31  |
|   | 8  | K. Waterschei SV Thor Genk   | 30 | 12 | 6  | 12 | 29 | 31 | -2  | 30  |
|   | 9  | KFC Turnhout                 | 30 | 11 | 6  | 13 | 38 | 40 | -2  | 28  |
|   | 10 | R. Daring Club Molenbeek     | 30 | 9  | 10 | 11 | 35 | 41 | -6  | 28  |
|   | 11 | R. Tilleur FC                | 30 | 11 | 2  | 17 | 41 | 46 | -5  | 24  |
|   | 12 | AS Eupen                     | 30 | 8  | 7  | 15 | 21 | 35 | -14 | 23  |
|   | 13 | RCS Verviétois               | 30 | 7  | 9  | 14 | 22 | 43 | -21 | 23  |
|   | 14 | R. Olympic Club de Charleroi | 30 | 7  | 8  | 15 | 31 | 49 | -18 | 22  |
| D | 15 | AS Oostende KM               | 30 | 5  | 7  | 18 | 26 | 54 | -28 | 17  |
| D | 16 | KSV Sottegem                 | 30 | 5  | 2  | 23 | 26 | 60 | -34 | 12  |

## Topscorer
Charly Jacobs - RAA Louviéroise : 22 doelpunten
De officiële benamingen van deze competitie luidden achtereenvolgens Bevordering (van 1909 tot 1926), Eerste Afdeling (van 1926 tot 1952), Tweede Klasse (van 1952 tot 2016). 
In 2016 werd de Tweede Klasse opgeheven en vervangen door Eerste klasse B en Eerste klasse Amateurs.
Nationaal voetbal · Regionaal voetbal · Provinciaal voetbal · KBVB · Nationaal voetbalelftal · Nationaal dameselftal
Belgisch nationaal voetbal
Eerste klasse A · Eerste klasse B · Eerste nationale · Beker van België · Belgische Supercup
Super League · Eerste klasse (vrouwen) · Tweede klasse (vrouwen) · Beker van België (vrouwen) · Belgische Supercup (vrouwen)